# Hum Varoš
Hum Varoš is een plaats in de gemeente Voćin in de Kroatische provincie Virovitica-Podravina. De plaats telt 40 inwoners (2001).